# Miloslav Kratochvíl-Bitton
Miloslav Kratochvíl-Bitton (14. října 1919 Alexandrovka – 25. února 2014 Knutsford) byl československý veterán 2. světové války. Působil jako převaděč, voják v 11. československém pěchotním praporu a následně jako pilot RAF ve 310. československé stíhací peruti.

## Život

### Převaděčská činnost

#### Slovensko
V roce 1939, kdy vznikl fašistický Slovenský stát, začal studovat druhý ročník Obchodní akademie v Bratislavě. V této době začali být perzekvováni příslušníci čs. armády a letectva, z nichž mnozí se skrývali. Jelikož Miloslav mluvil maďarsky, byl požádán, zda by nepomohl zorganizovat únikovou cestu, při níž by se malé skupiny vlakem a pěšky dostaly za maďarské hranice.

#### Maďarsko
Začátkem roku 1940 byl varován, že může být kdykoli zatčen tajnou policií, a tak v únoru překročil hranice do Maďarska. Zde se znovu zapojil do převaděčské činnosti s převodem přes tehdejší jugoslávské hranice.
Během plánování útěku českých vězňů z Citadely na Gellértově horě v Budapešti byl chycen a sám uvězněn ve věznici Tolonczház. Zde byl příslušníky maďarské tajné policie vyslýchán a mlácen. Následně byl odsouzen k deportaci poté, co během výslechu odmítl vypovídat a nepřiznal se. Během cesty však unikl a následně s další skupinou uprchl přes řeku Drávu do Jugoslávie. 

#### Jugoslávie
Zde působil jako styčný důstojník mezi československou vojenskou misí a jugoslávskými civilními a vojenskými úřady. Jeho úkolem bylo vyslýchat uprchlíky a opatřovat jim cestovní doklady pro další cestu.

### Československé exilové síly
Na konci roku 1940 se přidal k 11. československému pěchotnímu praporu operujícímu na Blízkém východě. Po výcvikovém programu v Jerichu byl prapor převelen do oblasti Západní Pouště, kde se zúčastnil severoafrické kampaně a obrany Tobruku.

### Československé perutě RAF

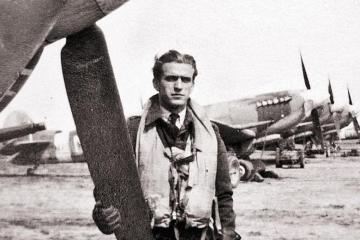
Miloslav Kratochvíl-Bitton u svého letounu Supermarine Spitfire (1945)

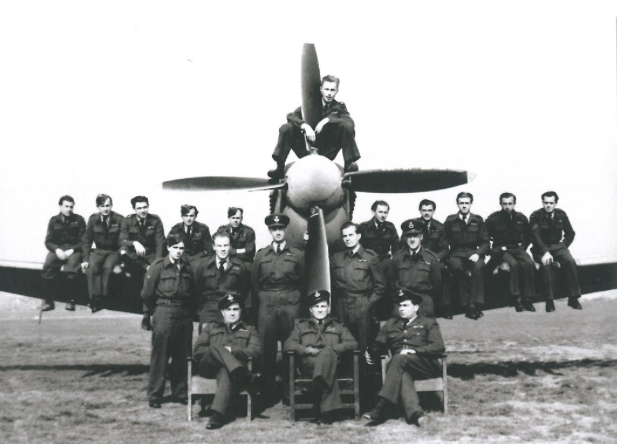
Skupinové foto pilotů 310. stíhací perutě RAF (1945)

V roce 1942 se přihlásil k československým perutím RAF v Anglii. Byl vybrán jako stíhací pilot a následně odcestoval na základní výcvik nejdříve do Anglie a následně na výcvik řádný do Medicine Hat v Kanadě.
Výcvik dokončil v březnu 1944 a v lednu 1945 byl přidělen k 310. československé stíhací peruti. Vykonával převážně mise spojené s doprovodem a obranou bombardérů. Jeho první misí byl doprovod 150 bombardérů Lancaster během náletu na Dortmund.
Několik dní před koncem války ztratil jeho Spitfire nad Sussexem výkon a havaroval. Letoun se na něj převrátil a začal hořet. Okolní farmáři ho včas vytáhli. Když byl v září toho roku opět klasifikován jako schopný, válka už skončila.

### Poválečné období
Po válce se znovu vrátil do vlasti, nyní již se svojí ženou a synem. Zde se připojil ke své letce u Leteckého pluku 10 na letišti ve Kbelích v Praze, kde dosáhl hodnosti nadporučíka letectva a následně pokračoval v letecké kariéře.
Po nástupu komunismu k moci byl pod hrozbou perzekuce jako bývalý letec RAF donucen opět opustit zemi. Společně s malou skupinou se pokusil o přechod státních hranic, během kterého byl jeden člen skupiny zabit a čtyři další byli zajati pohraniční stráží. Miloslav uprchl do amerického tábora pro vysídlené osoby v Německu, kde obdržel britská víza a v červnu 1948 se vrátil do Anglie. Jeho žena a syn legálně opustili zemi jako britští občané.
Se svou ženou se usadil v jižním Manchesteru. Začal pracovat v pekárně a cateringové společnosti, kde pracoval 13 let a vypracoval se na vedoucího manažera. V šedesátých letech si otevřel restauraci v Altrinchamu v hrabství Cheshire.

### Po roce 1989
Po sametové revoluci se v září 1991 poprvé po 43 letech vrátil do Československa navštívit rodinu. Spolu s dalšími bývalými českými letci RAF byl v září 1991 veřejně rehabilitován a v roce 1995 byl čestně povýšen na plukovníka.

## Soukromý život
Miloslav byl jedním ze 3 bratrů Kratochvílových - Miloslav, Ludvík a Jaroslav. Každý z bratrů se účastnil vojenských operací během 2. světové války. 
Ludvík Kratochvíl (1914–1979) sloužil pod vedením pplk. Svobody v SSSR jako radista. Během nezdařilého výsadku byl v Maďarsku zadržen, vyslýchán a následně poslán do koncentračního tábora Mauthausen, který přežil. Po válce pracoval v kanceláři ministra obrany.
Jaroslav Kratochvíl (1916–1952) sloužil v československých exilových silách jako řidič tanku. Zúčastnil se vylodění spojeneckých vojsk ve Francii. Po válce se odstěhoval za příbuznými do Kanady, kde zahynul při vlakovém neštěstí.

## Publikace
V roce 2014 vydal své paměti v knize Narrow Escapes (2014), jejíž český překlad následně vyšel ve spolupráci s Československou obcí legionářskou pod názvem Na poslední chvíli (2021).

## Vyznamenání
- Československý válečný kříž 1939
- Československá medaile Za chrabrost před nepřítelem[8]